# Baló József (pedagógus)
Nagybaczoni Baló József (Nagybacon, 1860. május 1. – Budapest, 1916. november 28.) a budapesti állami pedagógium gyakorló-polgáriskolájának tanára.

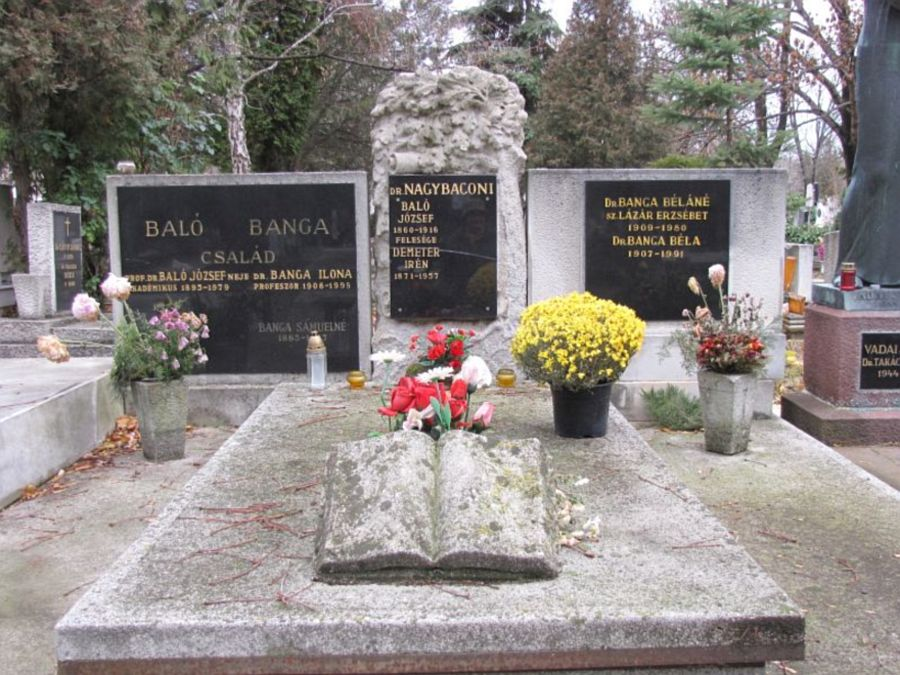
Sírja a Farkasréti temetőben. (26/1-3. sírbolt)

## Élete
Id. Baló József (1830–1891) és Benkő Rozália fia. A gimnázium négy alsó osztályát Székelyudvarhelyen végezte, azután a kolozsvári állami tanítóképzőbe lépett. 1878-ban képesítést nyervén, egy évig községi iskolai tanító volt Alsórákoson, Nagy-Küküllő megyében. 1879-1881 között végezte a budapesti állami pedagógium nyelv- és történettudományi szakcsoportját. 1886-ban vizsgálatot tett a gimnázium négy felső osztályából a kegyesrendiek budapesti gimnáziumában és ugyanakkor (1884-88.) végezte a budapesti egyetemen a magyar- és francia nyelv- és irodalmi szakot. 1883-ban tanulmányutat tett Svájcban, Ausztriában és Dél-Németországban. 1887-ben Párizsban töltött két hónapot és körutat tett Angliában és Olaszországban is. 1892-ben megszerezte bölcsészdoktori oklevelét, majd 1893-tól a budapesti tanítóképző intézetben tanított. 1904 és 1916 között az intézet igazgatója is volt, majd 1908-ban megválasztották a Tanítóképző Intézeti Tanárok Országos Egyesületének elnökévé, mely tisztséget haláláig viselte. Felesége Demeter Irén volt. Három gyermekük született. Leányuk, Judit (1894–1985), Mesterházy Jenő (1888–1963) pedagógushoz ment nőül. Baló József neves orvos-patológussá vált, Baló Zoltán (Budapest, 1899. január 15. – ?) a hivatásos katonai pályát választotta.
Kisebb-nagyobb cikkeket írt a Néptanítók Lapjába, Felső Nép- és Polgárisk. Közlönybe és a Közoktatásba (1882-től és 1884-től). E cikkek és bírálatok pedagógiai, nyelvi és földrajzi tárgyúak. Az Egyetértés tanügyi rovatában 1887-88-ban a felső nép- és polgáriskolai egyesületről s általában a polgáriskolákról irt. 1889-től kezdve a Család és Iskola: Paedagogiai esetek rovatának egyik szerkesztője. Bajza tizenegy ismeretlen levelét ismertette a Főv. Lapokban (1889.), a Magyar Nyelvőrben (1889. 1890.) szómagyarázatokat és a székely oláhhoz fordulatai ügyében helyreigazítást közölt.

## Munkái
- Az Osztrák Magyar Monarchia földrajza a polg. iskola I. oszt. számára. Bpest, 1888. (Polgáriskolai földrajz. I.)
- Mennyiségtan és természettani földrajz kapcsolatban a térképrajzolás elemeivel. Uo. 1890. (Miklós Gergelylyel együtt.)
- A magyar népoktatásügy szervezete (Bp., 1901, több kiadás, románul, Arad, 1911)
- A nevelés története (Bp., 1905)